# Gardendale, Texas
Gardendale là một nơi ấn định cho điều tra dân số (CDP) thuộc quận Ector, tiểu bang Texas, Hoa Kỳ. Năm 2010, dân số của nơi này là 1574 người.

## Dân số
- Dân số năm 2000: 1197 người.
- Dân số năm 2010: 1574 người.